# Хорія (комуна, Тулча)
Хорія (рум. Horia) — комуна у повіті Тулча в Румунії. До складу комуни входять такі села (дані про населення за 2002 рік):
- Клошка (142 особи)
- Флорешть (330 осіб)
- Хорія (1122 особи) — адміністративний центр комуни

Комуна розташована на відстані 197 км на схід від Бухареста, 32 км на південний захід від Тулчі, 96 км на північ від Констанци, 55 км на південний схід від Галаца.

## Населення
За даними перепису населення 2002 року у комуні проживали 1594 особи. Усі жителі комуни рідною мовою назвали румунську. За віросповіданням усі жителі комуни — православні.
Національний склад населення комуни:
| Національність | Кількість осіб | Відсоток |
| -------------- | -------------- | -------- |
| румуни         | 1593           | 99,9%    |
| угорці         | 1              | 0,1%     |